# 棒球帽

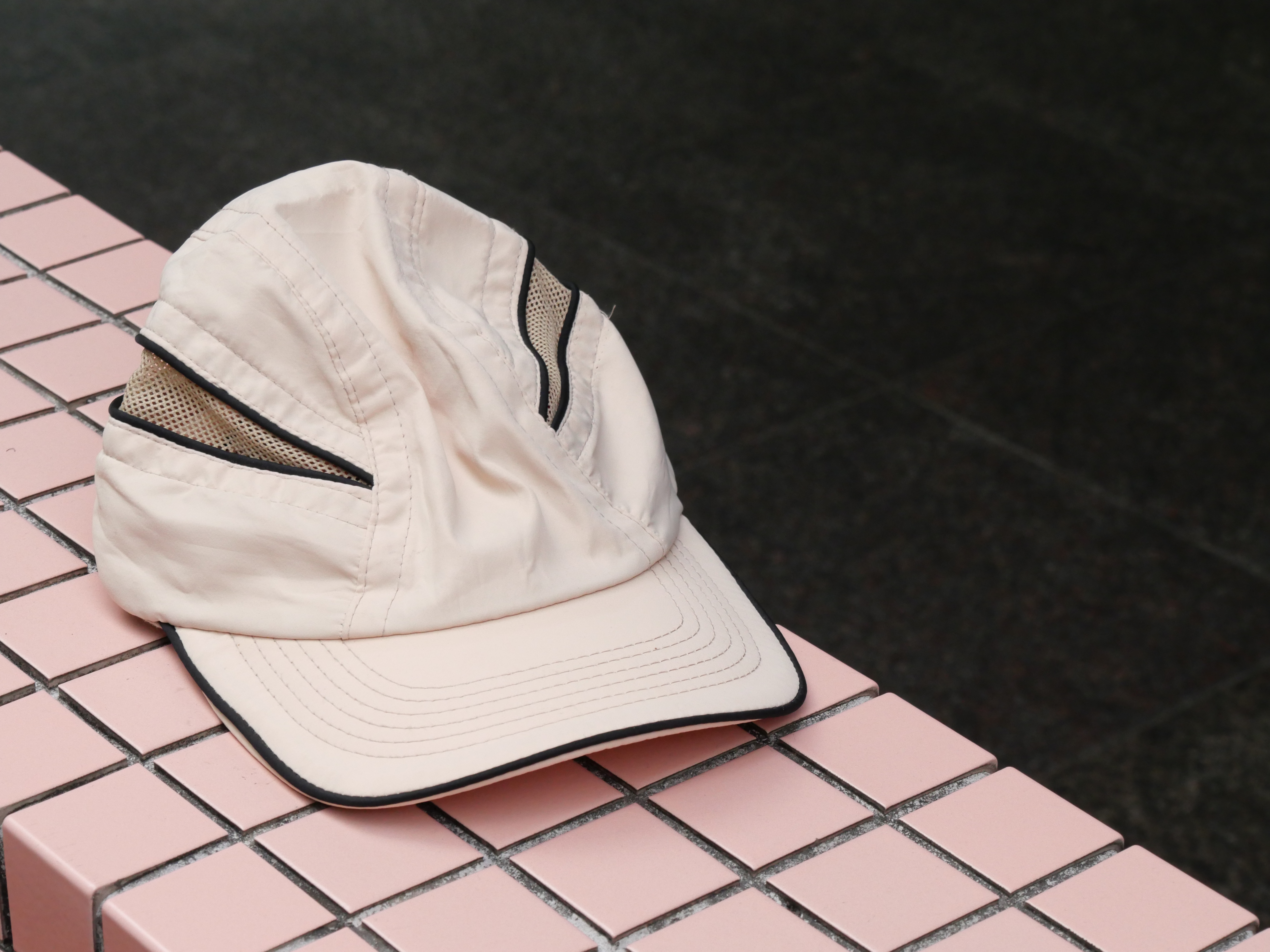
白色棒球帽

棒球帽是一種帽子。通常沒有邊，前端有一個遮陽板可擋住陽光以達到防曬的效果。棒球帽源起於棒球比賽的一部分，在比賽中有遮蔽陽光效果，由於美國文化的廣泛傳播已經成為世界流行文化的一部分，也不限於棒球賽時使用。
在台灣，時常有人錯誤地將棒球帽稱為鴨舌帽。是對真正英國傳統鴨舌帽（或）的誤解。